# Kaito Fujii
Kaito Fujii (japanisch 藤井 海和 Fujii Kaito; * 15. Februar 2003 in der Präfektur Saitama) ist ein japanischer Fußballspieler.

## Karriere
Kaito Fujii erlernte das Fußballspielen in der Schulmannschaft der RKU Kashiwa High School sowie in der Universitätsmannschaft der Ryūtsū-Keizai-Universität. Seinen ersten Profivertrag unterschrieb er am 1. Februar 2025 bei Fagiano Okayama. Der Verein aus Okayama spielt in der ersten japanischen Liga, der J1 League. Sein Erstligadebüt gab er am 26. Februar 2025 (3. Spieltag) im Heimspiel gegen Gamba Osaka. Bei dem 2:0-Heimerfolg wurde er in der 68. Minute für den verletzten Yūta Kamiya eingewechselt.

### Nationalmannschaft
Kaito Fujii spielte 2020 einmal in der japanischen U18-Nationalmannschaft und 2022 einmal U23-Nationalmannschaft.